# مسعود کشمیری
مسعود کشمیری (زاده ۱۳۲۹) از اعضای سازمان مجاهدین خلق ایران و به‌طور هم‌زمان جانشین دبیر شورای عالی امنیت ملی جمهوری اسلامی ایران بود. از وی به عنوان عامل نفوذی و عامل اصلی انفجار در دفتر نخست‌وزیری جمهوری اسلامی ایران در ۸ شهریور ۱۳۶۰ نام برده شده‌است.

## زندگی شخصی
مسعود کشمیری فرزند سعید، زادهٔ ۱۳۲۹، دارای مدرک لیسانس علوم اداری و مدیریت بازرگانی از دانشگاه تهران بود. همسر وی مینو دلنواز نیز از اعضای فعال مجاهدین است.

## مشاغل و مسئولیت‌ها
1. کارآموز در وزارت کار و امور اجتماعی (از تاریخ ۲۳ مرداد ۱۳۵۱ تا اواخر سال ۵۳ با قراردادهای ۶ ماهه)
2. شاغل در شرکت سایبرناتیک
3. شاغل در شرکت انگلیسی رایدر هند
4. عضویت در کمیته مستقر در اداره دوم ارتش
5. عضویت در ضداطلاعات مرکزی نیروی هوایی و مرکز مستشاری آمریکایی‌ها با عنوان نماینده نخست‌وزیر دولت موقت و زیر نظر کمیته اداره دوم ارتش
6. عضویت در طرح و برنامه سپاه پاسداران انقلاب اسلامی
7. عضویت مؤثر در ستاد خنثی سازی کودتای نوژه به نمایندگی از کمیته اداره دوم ارتش
8. عضو دفتر نخست‌وزیری در سیستان و بلوچستان
9. عضویت در معاونت سیاسی اجتماعی وزیر مشاور در امور اجرایی
10. عضویت در دفتر اطلاعات و تحقیقات نخست‌وزیری
11. فعالیت در دبیرخانه شورای امنیت
12. جانشین دبیر شورای امنیت

## فعالیت در سازمان مجاهدین
او قبل از انقلاب توسط پسر دایی خود، ابوالفضل دلنواز، که برادر همسرش نیز بود و در درگیری مسلحانه کشته شد، جذب سازمان مجاهدین خلق ایران شد. ابتدا در بحث‌های خانوادگی از آن‌ها حمایت می‌کرد، لیکن به مرور زمان چهره‌ای حزب‌اللهی و حامی جمهوری اسلامی به خود گرفت و کمی پیچیده‌تر عمل کرد. او به همراه علی اکبر تهرانی تحت مسئولیت محمود طریق الاسلام در این سازمان حضور داشت. وی پس از انقلاب نیز همچنان عضو سازمان مجاهدین خلق ایران بوده و اسامی مستعاری همچون حنیف و مجیب داشته‌است. منزل او در مهرشهر کرج و آریاشهر از بزرگترین انبارهای سلاح و مهمات سازمان بوده‌است و افراد سطح بالایی از سازمان در این منازل به تشکیل جلسه می‌پرداخته‌اند. همسر وی مینو دلنواز نیز از اعضای فعال سازمان بوده‌است و اکنون نیز به همراه وی متواری است.

## حوادث منتسب به وی
1. مداخله و جلوگیری از به جریان افتادن و محاکمه عاملان کشتار هفدهم شهریور ۱۳۵۷
2. فراری دادن رهبر عملیات کودتای نوژه سرهنگ محمد باقر بنی عامری
3. عامل اصلی انفجار در دفتر نخست‌وزیری جمهوری اسلامی ایران در هشتم شهریور
4. تلاش برای منفجر کردن بمب در منزل خمینی

## انفجار در دفتر نخست‌وزیری
به گفتهٔ منابع جمهوری اسلامی در آغاز چنین تصور شد که مسعود کشمیری که آن زمان جانشین دبیر شورای عالی امنیت ملی بود نیز در این انفجار کشته شده و قطعاتی از اجساد دیگران به عنوان بازمانده جسد وی دفن شد، ولی پس از مدتی معلوم شد که وی از مرتبطان با سازمان مجاهدین و عامل اصلی انفجار بوده و به خارج از ایران گریخته‌است.

## وضعیت فعلی
ادعا شده که کشمیری به دست خود سازمان مجاهدین ترور شده‌است.
به نقل از یکی از مقامات جمهوری اسلامی در مصاحبه با ایرنا، مسعود کشمیری و محمدرضا کلاهی صمدی در دی ۱۳۹۲ در آلمان رؤیت شده بودند.

## در سینما
فیلم سینمایی ماجرای نیمروز به کارگردانی محمدحسین مهدویان، که به حوادث سال ۱۳۶۰ می‌پردازد و طی آن شخصیت مسعود کشمیری نیز به تصویر کشیده شده‌است. مهدی پاکدل بازیگر نقش کشمیری در این فیلم است.
سریال تلویزیونی رازناتمام اثری از امین امانی، که در این سریال نقش مسعود کشمیری را شهرام عبدلی بازی کرده است.